# Филип Јерусалимски
Филип Јерусалимски, је епископ Јерусалимске цркве из 2. века. 
Био је 9. по реду епископ Јерусалима у периоду од 120. до 124. године.